# Okręgowe rozgrywki w piłce nożnej woj. białostockiego, łomżyńskiego, suwalskiego (1993/1994)
60. Edycja okręgowych rozgrywek w piłce nożnej województwa białostockiego

18. Edycja okręgowych rozgrywek w piłce nożnej województwa łomżyńskiego i suwalskiego

Okręgowe rozgrywki w piłce nożnej województwa białostockiego, łomżyńskiego, suwalskiego prowadzone są przez okręgowe związki piłki nożnej: białostocki, łomżyński i suwalski.
Mistrzostwo okręgu :

- białostocko-łomżyńskiego zdobył ŁKS Łomża.

- suwalskiego zdobył Mazur Pisz.

Puchar Polski okręgu:

- białostockiego zdobył Hetman Białystok

- łomżyńskiego zdobyła Olimpia Zambrów

- suwalskiego zdobył Mazur Ełk.
Drużyny z województwa białostockiego, łomżyńskiego i suwalskiego występujące w centralnych i makroregionalnych poziomach rozgrywkowych:
- 1 Liga - brak
- 2 Liga - Jagiellonia Białystok
- 3 Liga - Wigry Suwałki, KP Wasilków, Mazur Ełk, Włókniarz Białystok.

| Rozgrywki       | Poziomy rozgrywkowe w sezonie 1993/1994 | Poziomy rozgrywkowe w sezonie 1993/1994 | Poziomy rozgrywkowe w sezonie 1993/1994 | Poziomy rozgrywkowe w sezonie 1993/1994 | Poziomy rozgrywkowe w sezonie 1993/1994 | Poziomy rozgrywkowe w sezonie 1993/1994 | Poziomy rozgrywkowe w sezonie 1993/1994 |
| --------------- | --------------------------------------- | --------------------------------------- | --------------------------------------- | --------------------------------------- | --------------------------------------- | --------------------------------------- | --------------------------------------- |
| Centralne       | I poziom ligowy                         | I Liga                                  | I Liga                                  | I Liga                                  | I Liga                                  | I Liga                                  | I Liga                                  |
| Centralne       | II poziom ligowy                        | II Liga - 2 grupy                       | II Liga - 2 grupy                       | II Liga - 2 grupy                       | II Liga - 2 grupy                       | II Liga - 2 grupy                       | II Liga - 2 grupy                       |
| Makroregionalne | III poziom ligowy                       | III Liga - 8 grup                       | III Liga - 8 grup                       | III Liga - 8 grup                       | III Liga - 8 grup                       | III Liga - 8 grup                       | III Liga - 8 grup                       |
|                 |                                         | OZPN Suwałki                            | OZPN Białystok                          | OZPN Białystok                          | OZPN Białystok                          | OZPN Łomża                              | OZPN Łomża                              |
| Okręgowe        | IV poziom ligowy                        | Klasa Okręgowa (suwalska)               | Klasa Okręgowa (białostocko-łomżyńska)  | Klasa Okręgowa (białostocko-łomżyńska)  | Klasa Okręgowa (białostocko-łomżyńska)  | Klasa Okręgowa (białostocko-łomżyńska)  |                                         |
| Okręgowe        | V poziom ligowy                         | Klasa A (suwalska)                      | Klasa A (białostocka)                   | Klasa A (białostocka)                   | Klasa A (białostocka)                   | Klasa A (łomżyńska)                     |                                         |
| Okręgowe        | VI poziom ligowy                        |                                         | Klasa B Gr.I                            | Klasa B Gr.II                           |                                         |                                         |                                         |

## Klasa Okręgowa - IV poziom rozgrywkowy
Grupa białostocko-łomżyńska
| Poz. | Drużyna                      | M  | Z  | R | P  | Bramki | Punkty |             |
| ---- | ---------------------------- | -- | -- | - | -- | ------ | ------ | ----------- |
| 1    | ŁKS Łomża                    | 26 | 22 | 3 | 1  | 77-14  | 47     |             |
| 2    | Olimpia Zambrów (s)          | 26 | 19 | 5 | 2  | 83-19  | 43     | baraż-awans |
| 3    | Hetman Białystok (b)         | 26 | 17 | 5 | 4  | 102-25 | 39     |             |
| 4    | Jagiellonia II Białystok (s) | 26 | 17 | 2 | 7  | 106-54 | 36     |             |
| 5    | Ruch Wysokie Mazowieckie     | 26 | 12 | 5 | 9  | 37-44  | 29     |             |
| 6    | Cresovia Siemiatycze         | 26 | 14 | 1 | 11 | 65-55  | 29     |             |
| 7    | Narew Choroszcz              | 26 | 10 | 5 | 11 | 46-55  | 25     |             |
| 8    | Warmia Grajewo               | 26 | 8  | 6 | 12 | 53-56  | 22     |             |
| 9    | Sokół Sokółka                | 26 | 8  | 5 | 13 | 38-66  | 21     |             |
| 10   | Skra Czarna Białostocka      | 26 | 6  | 5 | 15 | 32-57  | 17     |             |
| 11   | Unia Ciechanowiec            | 26 | 7  | 3 | 16 | 37-74  | 17     |             |
| 12   | Pogoń Łapy                   | 26 | 5  | 6 | 15 | 28-64  | 16     |             |
| 13   | Tur Bielsk Podlaski          | 26 | 6  | 3 | 17 | 38-88  | 15     |             |
| 14   | Orlęta Czyżew (b)            | 26 | 4  | 0 | 22 | 48-119 | 8      |             |

Grupa suwalska
| Poz. | Drużyna                     | M  | Z  | R | P  | Bramki | Punkty |                 |
| ---- | --------------------------- | -- | -- | - | -- | ------ | ------ | --------------- |
| 1    | Mazur Pisz                  | 24 | 15 | 6 | 3  | 44-22  | 36     | baraż-przegrany |
| 2    | Jurand Bemowo Piskie        | 24 | 14 | 4 | 6  | 58-29  | 32     |                 |
| 3    | Czarni Olecko               | 24 | 11 | 7 | 6  | 35-17  | 29     |                 |
| 4    | Mamry Giżycko               | 24 | 12 | 4 | 8  | 46-34  | 28     |                 |
| 5    | Agro Lega                   | 24 | 12 | 4 | 8  | 45-33  | 28     |                 |
| 6    | Sparta Augustów             | 24 | 8  | 8 | 8  | 38-32  | 24     |                 |
| 7    | Polonez Nowa Wieś Ełcka (b) | 24 | 8  | 7 | 9  | 29-30  | 23     |                 |
| 8    | Rominta Gołdap              | 24 | 10 | 3 | 11 | 35-37  | 23     |                 |
| 9    | Znicz Biała Piska           | 24 | 8  | 6 | 10 | 30-38  | 22     |                 |
| 10   | Nida Ruciane-Nida           | 24 | 7  | 7 | 10 | 25-36  | 21     |                 |
| 11   | Tęcza Oracze                | 24 | 6  | 7 | 11 | 24-28  | 19     |                 |
| 12   | MKS Orzysz                  | 24 | 7  | 5 | 12 | 31-57  | 19     |                 |
| 13   | Unia Woźnice (b)            | 24 | 2  | 4 | 18 | 26-73  | 8      |                 |
| 14   | Rawa Rakowo Małe            |    |    |   |    |        |        |                 |

- Zespół Tęcza Oracze powrócił do swojej poprzedniej siedziby.
- Zmiana nazwy LKS na Agro Lega.
- Rawa Rakowo Małe wycofała się z rozgrywek, wszystkie wyniki anulowano.

Eliminacje do III ligi
- Mazur Pisz : Mławianka Mława 0:3, Mławianka : Mazur 9:1, awans Mławianka.
- Olimpia Zambrów : Tęcza Biskupiec 3:1, Tęcza : Olimpia 2:1, awans Olimpia.

## Klasa A - V poziom rozgrywkowy
Grupa białostocka
| Poz. | Drużyna                  | M  | Z  | R | P  | Bramki | Punkty |
| ---- | ------------------------ | -- | -- | - | -- | ------ | ------ |
| 1    | Supraślanka Supraśl      | 22 | 15 | 3 | 4  | 67-27  | 33     |
| 2    | Lampart Dobrzyniewo Duże | 22 | 13 | 6 | 3  | 56-27  | 32     |
| 3    | Genticus Białystok (b)   | 22 | 14 | 1 | 7  | 61-36  | 29     |
| 4    | Promień Mońki (s)        | 22 | 13 | 2 | 7  | 45-34  | 28     |
| 5    | Iskra Narew              | 22 | 10 | 6 | 6  | 47-30  | 26     |
| 6    | Relax Uhowo              | 22 | 10 | 5 | 7  | 46-60  | 25     |
| 7    | Hol-Gaz Narewka (b)      | 22 | 12 | 1 | 9  | 58-49  | 25     |
| 8    | OSiR Hajnówka (b)        | 22 | 11 | 2 | 9  | 37-38  | 24     |
| 9    | LZS Stelmachowo (b)      | 22 | 6  | 3 | 13 | 32-45  | 15     |
| 10   | Żubr Drohiczyn           | 22 | 4  | 4 | 14 | 27-53  | 12     |
| 11   | Krypnianka Krypno        | 22 | 3  | 1 | 18 | 23-69  | 7      |
| 12   | Gryf Michałowo           | 22 | 2  | 2 | 18 | 35-92  | 9      |

- Mecz LZS Stelmachowo : Gryf Michałowo zweryfikowano jako obustronny walkower.

Grupa łomżyńska
| Poz. | Drużyna               | M  | Z | R | P | Bramki | Punkty |
| ---- | --------------------- | -- | - | - | - | ------ | ------ |
| 1    | Grom Czerwony Bór (s) | 22 | - | - | - | 69-23  | 31     |
| 2    | Orzeł Kolno           | 22 | - | - | - | 54-33  | 25     |
| 3    | Florian Piątnica (b)  | 22 | - | - | - | 58-31  | 25     |
| 4    | ŁKS II Łomża          | 22 | - | - | - | 57-34  | 25     |
| 5    | Sparta Szepietowo     | 22 | - | - | - | 41-27  | 24     |
| 6    | Jantar Łomża (b)      | 22 | - | - | - | 51-32  | 24     |
| 7    | Wissa Szczuczyn       | 22 | - | - | - | 52-44  | 23     |
| 8    | Biebrza Goniądz       | 22 | - | - | - | 29-62  | 15     |
| 9    | Skra Wizna (b)        | 22 | - | - | - | 33-59  | 14     |
| 10   | Znicz Radziłów (b)    | 22 | - | - | - | 26-54  | 11     |
| 11   | Rembelin Łomża (b)    | 22 | - | - | - | 14-88  | 5      |
| 12   | Sokół Sokoły          | 22 | - | - | - | 7-84   | 0      |

- Sokół wycofał się po I rundzie, przyznawano walkowery.
- Po sezonie z rozgrywek wycofał się Grom Czerwony Bór, Florian Piątnica i Rembelin Łomża, awansował Orzeł Kolno.

Grupa suwalska
| Poz. | Drużyna               | M  | Z | R | P | Bramki | Punkty |
| ---- | --------------------- | -- | - | - | - | ------ | ------ |
| 1    | Vęgoria Węgorzewo     | 20 |   |   |   | 66-26  | 34     |
| 2    | Pogoń Ryn (s)         | 20 |   |   |   | 49-38  | 29     |
| 3    | Bełdan Wygryny (b)    | 20 |   |   |   | 56-30  | 28     |
| 4    | Pomorzanka Sejny      | 20 |   |   |   | 59-38  | 24     |
| 5    | Orkan Drygały         | 20 |   |   |   | 59-38  | 22     |
| 6    | Mazur Wydminy         | 20 |   |   |   | 53-45  | 20     |
| 7    | Orzeł Stare Juchy     | 20 |   |   |   | 41-51  | 17     |
| 8    | Olimpia Miłki         | 20 |   |   |   | 46-50  | 16     |
| 9    | KS Prostki            | 20 |   |   |   | 18-27  | 15     |
| 10   | Pogoń Banie Mazurskie | 20 |   |   |   | 38-98  | 10     |
| 11   | KS Pozedrze           | 20 |   |   |   | 27-71  | 5      |

- Po sezonie z rozgrywek wycofał się KS Pozedrze.

## Klasa B - VI poziom rozgrywkowy
Białostocka - gr.I
| Poz. | Drużyna               | M  | Z | R | P | Bramki | Punkty |                 |
| ---- | --------------------- | -- | - | - | - | ------ | ------ | --------------- |
| 1    | LZS Krynki (s)        | 18 |   |   |   | 64-25  | 33     |                 |
| 2    | Andrzejewski Klepacze | 18 |   |   |   | 45-26  | 23     | baraż-przegrany |
| 3    | LZS Jaświły           | 18 |   |   |   | 48-33  | 22     |                 |
| 4    | Ares Nowodziel        | 18 |   |   |   | 50-36  | 21     |                 |
| 5    | LZS Juchnowiec        | 18 |   |   |   | 41-31  | 20     |                 |
| 6    | LZS Minkowce          | 18 |   |   |   | 37-40  | 17     |                 |
| 7    | Meteor Kamienna Nowa  | 18 |   |   |   | 32-47  | 14     |                 |
| 8    | Kora Korycin          | 18 |   |   |   | 33-51  | 13     |                 |
| 9    | LZS Janów             | 18 |   |   |   | 29-52  | 11     |                 |
| 10   | LZS Turośń Kościelna  | 18 |   |   |   | 16-62  | 4      |                 |

Białostocka - gr.II
| Poz. | Drużyna                | M  | Z | R | P | Bramki | Punkty |             |
| ---- | ---------------------- | -- | - | - | - | ------ | ------ | ----------- |
| 1    | Rudnia Zabłudów        | 14 |   |   |   | 57-19  | 22     |             |
| 2    | Kolejarz Czeremcha (b) | 14 |   |   |   | 47-20  | 22     | baraż-awans |
| 3    | LZS Łapy-Szołajdy      | 14 |   |   |   | 31-20  | 18     |             |
| 4    | LZS Piliki             | 14 |   |   |   | 44-28  | 15     |             |
| 5    | Znicz Suraż            | 14 |   |   |   | 31-30  | 13     |             |
| 6    | SPiUR Orla             | 14 |   |   |   | 18-34  | 12     |             |
| 7    | Bocian Boćki (b)       | 14 |   |   |   | 16-54  | 6      |             |
| 8    | LZS GOK Czyże          | 14 |   |   |   | 21-60  | 4      |             |

## Puchar Polski – rozgrywki okręgowe
- BOZPN – Hetman Białystok : Supraślanka Supraśl 2:0
- ŁOZPN – Olimpia Zambrów : Ruch Wysokie Mazowieckie 3:3 (4:3)karne
- SOZPN – Mazur Ełk : Sparta Augustów 6:1